# Banda Batistão
Banda do Batistão é uma escola de samba de Niterói.

## Segmentos

### Presidentes
| Nome           | Mandato        | Ref.  |
| -------------- | -------------- | ----- |
| Sandro Miranda | ? - atualidade | [ 1 ] |

### Presidentes de honra
| Nome | Mandato        | Ref. |
| ---- | -------------- | ---- |
|      | ? - atualidade |      |

### Diretores
| Ano  | Diretor de Carnaval | Diretor de harmonia | Mestre de bateria | Ref.  |
| ---- | ------------------- | ------------------- | ----------------- | ----- |
| 2015 |                     |                     |                   | [ 1 ] |
| 2017 |                     |                     |                   |       |

### Casal de Mestre-sala e Porta-bandeira
| Ano  | Nome | Ref.  |
| ---- | ---- | ----- |
| 2015 |      | [ 1 ] |
| 2017 |      |       |

### Corte de bateria
| Ano  | Rainha            | Madrinha | Ref.  |
| ---- | ----------------- | -------- | ----- |
| 2015 | Vitória Rodrigues |          | [ 1 ] |
| 2017 |                   |          |       |

## Carnavais
| Ano  | Colocação   | Grupo                      | Enredo | Carnavalesco      | Intérprete                       | Ref                               |
| ---- | ----------- | -------------------------- | --- | ----------------- | -------------------------------- | --------------------------------- |
| 2009 | 3º lugar    | Grupo 1 - Blocos de Enredo | Bamba no Pé, Cerveja, Petisco e Mulher                                                                                | Renan Barros      | Fernando César André Quintanilha |                                   |
| 2010 | 6º lugar    | Grupo 1 - Blocos de Enredo | | Renan Barros      | Fernando César André Quintanilha |                                   |
| 2011 | 3º lugar    | Grupo 1 - Blocos de Enredo | 50 anos de alegria | Renan Barros      | Fernando César André Quintanilha | [ 2 ] [ 3 ]                       |
| 2012 | 3º lugar    | Grupo 1 - Blocos de Enredo | | Renan Barros      | Fernando César André Quintanilha | [ 4 ] [ 5 ]                       |
| 2013 | 10º lugar   | Grupo Especial de Enredo   | Babado forte da alegria                                                                                               | Renan Barros      | Fernando César André Quintanilha | [ 6 ] [ 7 ]                       |
| 2014 | 7º lugar    | Grupo Especial de Enredo   | Arrepia Banda Batistão                                                                                                | Renan Barros      | Fernando César André Quintanilha | [ 8 ] [ 9 ]                       |
| 2015 | 5º lugar    | Grupo Especial de Enredo   | Bah guri, inspira meu samba, sou Batistão, sou gaúcho, sou Pampa, tchê Compositores:Luiz de Oliveira, Mocotó e Dejair | Renan Barros      | Fernando César André Quintanilha | [ 10 ] [ 1 ] [ 11 ] [ 12 ] [ 13 ] |
| 2016 | 4º lugar    | Grupo B                    | | Renan Barros      | Fernando César André Quintanilha | [ 14 ] [ 15 ] [ 16 ]              |
| 2017 | 3º lugar    | Grupo B                    | O jogo da Vida | Renan Barros      | Fernando César André Quintanilha | [ 17 ]                            |
| 2018 | 6º lugar    | Grupo C                    | Eu sou a Banda Batistão, o Carnaval é minha vida, alegria, amor e emoção                                              | Vinícius Coutinho | Fernando César André Quintanilha | [ 18 ] [ 19 ]                     |
| 2019 | Vice-Campeã | Grupo C                    | A Banda Batistão navega com alegria nos mares da pirataria                                                            | Vinícius Coutinho | Fernando César André Quintanilha | [ 20 ] [ 21 ]                     |
| 2020 | 3º lugar    | Grupo B                    | A seca que não seca a esperança                                                                                       | Vinícius Coutinho | Fernando César André Quintanilha | [ 22 ] [ 23 ]                     |
| 2021 |             | Grupo B                    | |                   |                                  |                                   |